# Zara Larsson
Zara Maria Larsson (Solna, 16 de diciembre de 1997) es una cantante y compositora sueca. Alcanzó la fama en su país natal luego de ganar a los 10 años el concurso de talentos Talang (versión sueca de Got Talent) en 2008. Cuatro años después, en 2012, firmó con el sello discográfico TEN Music Group y posteriormente publicó su primer EP Introducing, en enero de 2013.
Su primera canción original fue «Uncover», que fue publicada en 2013 y se convirtió en un éxito en las listas de sencillos de los países escandinavos como Suecia, Dinamarca y Noruega, logrando excelentes ventas, al igual que su álbum debut 1, lanzado un año más tarde. Su primer sencillo recibió la certificación de disco de platino por parte de Universal Music Sweden. En julio de 2013, Introducing recibió la certificación de triple disco de platino en su país. Previamente, en abril de 2013, Larsson firmó con Epic Records para distribuir su música en Estados Unidos. Es así como Zara logró reconocimiento internacional en 2015, cuando publicó «Lush Life» y «Never Forget You», que ingresaron entre los diez primeros puestos en la mayoría de las listas de éxitos de Europa, Oceanía y Norteamérica.
En 2016, Larsson se presentó en las ceremonias de apertura y clausura de la Eurocopa en Francia, donde interpretó la canción oficial del campeonato «This One's for You», el cual tuvo un buen desempeño comercial en Europa. El 17 de marzo de 2017, Larsson publicó su segundo álbum de estudio titulado So Good, que fue el primero en ser lanzado internacionalmente y obtuvo una gran acogida comercial en las listas y las ventas. Al tiempo, lanzó su tercer álbum de estudio denominado Poster Girl (2021), el cual fue precedido por su hit internacional «Ruin My Life».

## Primeros años
Zara Maria Larsson nació el 16 de diciembre de 1997 en el Hospital Universitario Karolinska del municipio de Solna en Estocolmo, como la primera hija del matrimonio conformado por Agnetha, enfermera, y Anders Larsson, militar. En una entrevista con Svenska Dagbladet, Larsson declaró que nació «muerta» debido a la falta de oxígeno del cordón nucal. Vivió sus primeros tres años en Vasastan, un distrito del centro de la ciudad de Estocolmo y después del nacimiento de su hermana menor, Hanna, cerca del 2000, la familia Larsson se trasladó al área de Enskede, lugar donde cursó estudios básicos en la escuela Gubbängsskolan. Aunque no proviene de una familia de músicos, aprendió a cantar desde muy joven y solía realizar actuaciones musicales en la escuela primaria.
Larsson se interesó por la música a temprana edad, ya que con frecuencia cantaba todo el tiempo y en todas partes. La primera artista musical que la inspiró fue Carola Häggkvist, luego de que su madre le regalara un álbum de la cantante. A partir de entonces, Zara comenzó obsesivamente a imitar a Carola. Luego se sorprendió con Whitney Houston tras recibir como regalo el álbum Whitney: The Greatest Hits. Asimismo, Zara declaró que desde los cinco años sabe que le gustaría convertirse en una «leyenda inmortal» como Elvis Presley.
Cuando Zara pasó a tercer grado se transfirió a la Escuela Real de Ballet Sueco y tomó clases de danza contemporánea hasta los 15 años. Luego siguió sus estudios en Kulturama, una escuela de arte de Estocolmo. Larsson describió que ese nuevo entorno rápidamente la hizo concienciarse sobre los hechos en el mundo, los problemas sociales y los patrones de género, que llegaron a influenciar cada vez más en su papel como figura pública. En una entrevista de 2015, manifestó que al momento de comenzar la secundaria fue aceptada en la Escuela de Música Adolf Fredrik, pero que rechazó la oportunidad porque no quería cantar en un coro ya que lo consideraba poco interesante.

## Carrera musical

### 2008-2011: inicios de su carrera

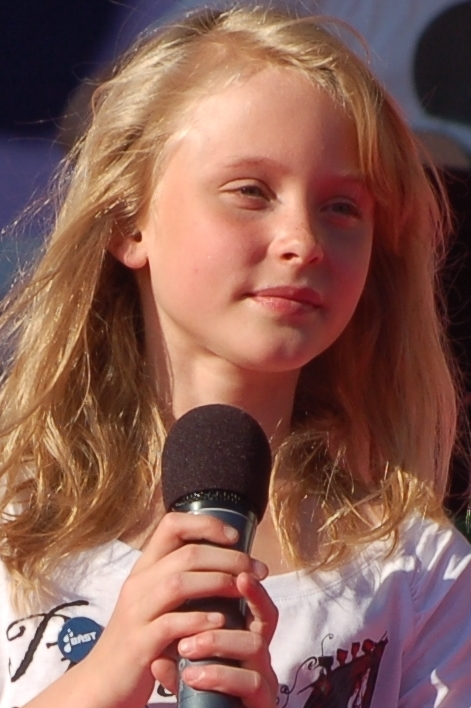
Larsson cantando en Sommarkrysset en 2008

Con diez años, ganó el concurso sueco de talentos Talang Sverige, en su edición de 2008, con una versión de «My Heart Will Go On» de Celine Dion, y recibió como premio una suma de quinientas coronas suecas. La canción ganadora se lanzó en las tiendas musicales de Suecia y supuso el inicio de la carrera de la artista, ya que logró ingresar a la lista oficial de sencillos suecos, Sverigetopplistan, por seis semanas consecutivas, alcanzando el número siete como máxima posición durante una semana. Al año siguiente, en 2009, apareció en la serie documental Jag ska bli stjärna de TV4, que narraba la historia de siete niños con grandes expectativas de llegar a ser famosos.
Cuando tenía entre doce y trece años, asistió a un espectáculo del programa de talento Idol y cuando pidió un autógrafo a uno de los jurados, Andreas Carlsson, este la reconoció como la ganadora de Talang Sverige. En vista de ello, su madre le sugirió escribir una canción con Larsson y Laila Bagge, otra miembro del jurado, que tomó en serio su insinuación y les brindó su dirección de correo electrónico. Se pusieron en contacto y al poco tiempo realizaron un viaje a Los Ángeles, Estados Unidos, donde en principio visitaron y hablaron con Disney. Luego tuvieron varias reuniones con diferentes sellos discográficos en busca de un contrato de grabación, entre ellos: Universal Music Group, Sony Music y Warner Music Group, sin embargo, Larsson no consiguió firmar contrato con ninguno de ellos, ya que en ese momento consideró que las discográficas no la contrataron debido a su corta edad. Después de ello, Larsson empezó a componer sus propias canciones y en 2012, con catorce años, firmó un contrato discográfico con el sello discográfico sueco Ten Music Group.

### 2012-2014: primer álbum de estudio y éxito en Suecia

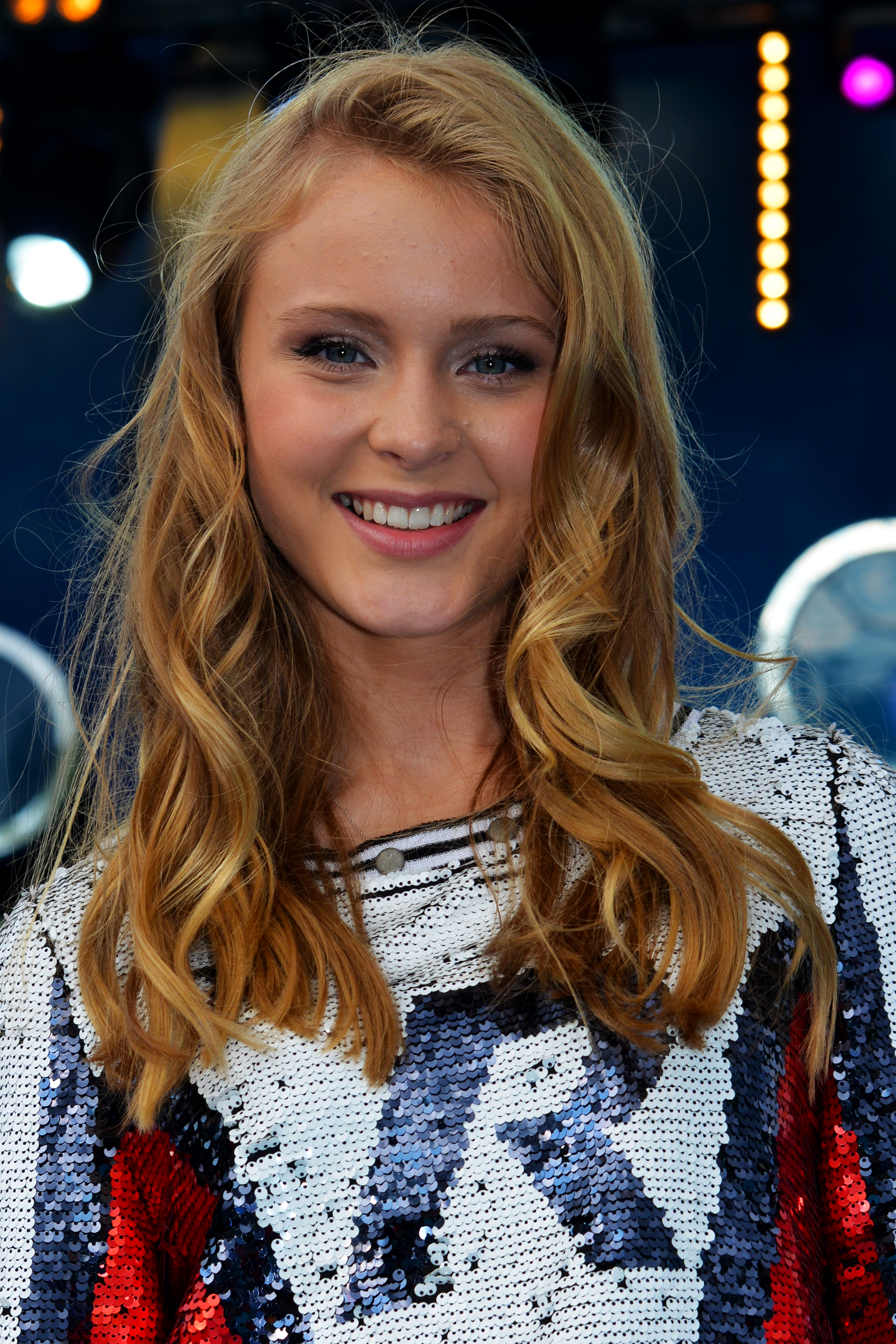
Larsson en 2013

A fines de 2012, se estrenó el videoclip de su canción «Uncover» y se hizo viral en Internet. Luego, a principios de 2013, finalmente se publicó como un sencillo alcanzando gran popularidad en su país natal y Noruega, donde entró en la primera posición de sus listas de éxitos musicales. Logró excelentes ventas en ambos países y en reconocimiento, consiguió varias certificaciones de platino por el organismo pertinente de Noruega y en Suecia obtuvo la certificación de platino un mes después de su lanzamiento. El éxito de «Uncover» en Noruega le permitió a la artista realizar una actuación en el concierto del Premio Nobel de la Paz 2013, celebrado en la ciudad de Oslo. A fines de enero de 2013, se publicó su primer disco EP Introducing y, al igual que su sencillo principal, tuvo un gran éxito en la lista musical de Suecia y por ventas que superaban las doscientas veinte mil unidades recibió la certificación de triple platino. Las críticas hacia el disco EP fueron muy favorables, entre ellas la reseña que realizó el periodista Anders Nunstedt para Expressen, en la que opinó que sonaba como el «comienzo de algo muy grande» y alabó la melodía de su voz, que sonaba convincente en todas las canciones. El segundo disco, Allow Me to Reintroduce Myself, comenzó a ser comercializado en Suecia a partir del 5 de julio de 2013, promovido por el doble sencillo «She's Not Me», que consiste de los temas «She's Not Me (Pt. 1)» y «She's Not Me (Pt. 2)». Después de múltiples presentaciones por su país, actuó como telonera de Cher Lloyd en su gira musical «I Wish Tour» por varias ciudades estadounidenses en el mes de septiembre.
El álbum de estudio debut de Larsson 1 se estrenó el 1 de octubre de 2014, otro éxito en el listado de álbumes de Suecia, donde alcanzó la primera posición y fue certificado platino por ventas. El disco consta de catorce canciones, incluyendo los sencillos «Carry You Home» y «Rooftop», «She's Not Me», que alcanzaron gran popularidad en la lista musical de su patria, tras ingresar entre las diez primeras posiciones. El éxito de sus primeras publicaciones le valieron múltiples nominaciones en diferentes ceremonias de premiaciones suecas, como los Rockbjörnen de 2013, donde ganó los galardones artista nuevo del año y artista femenina en vivo del año y en los Grammies de 2014 fue nominada a la canción del año por «Uncover».

### 2015-2017:So Goody fama internacional

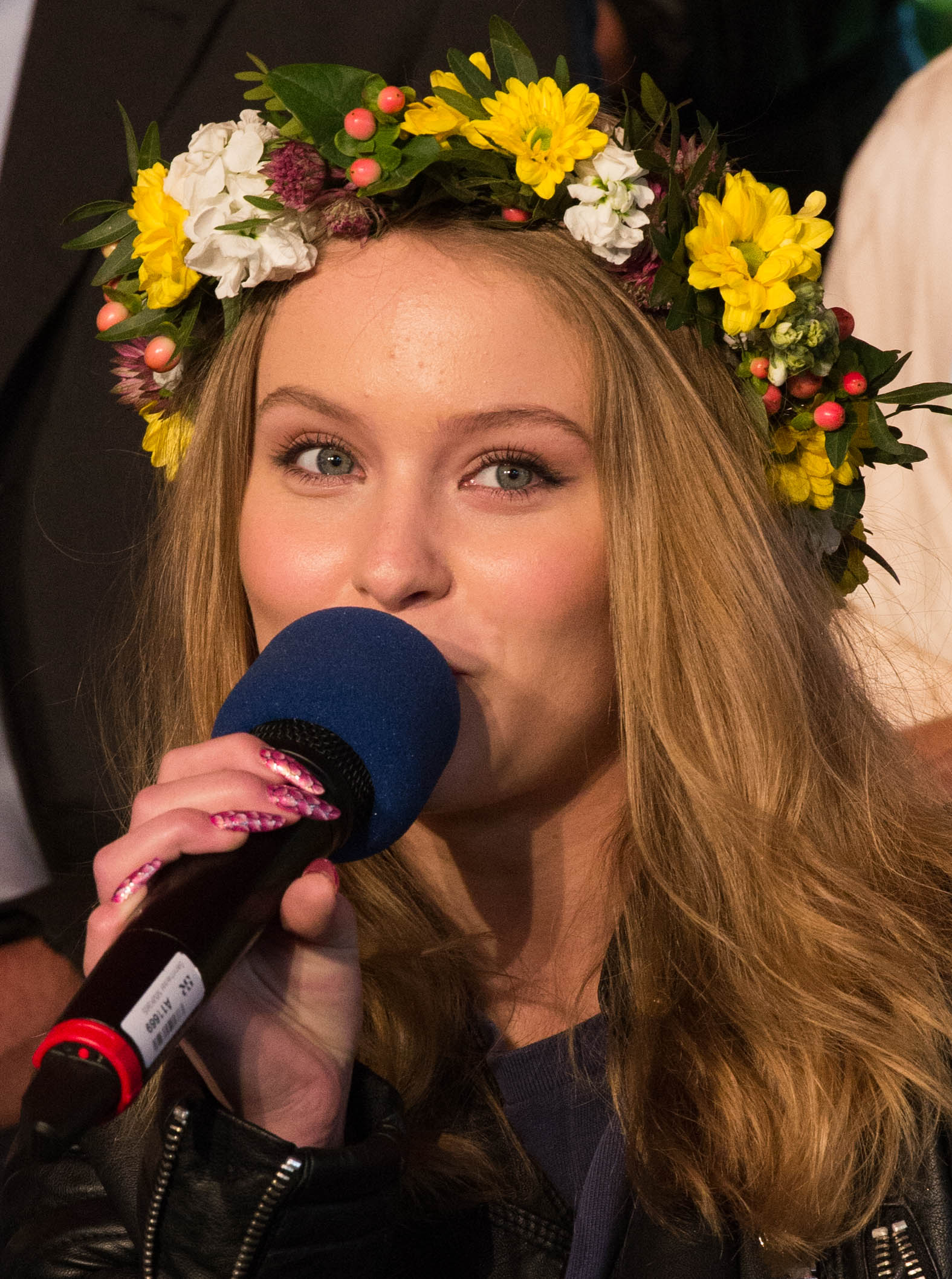
Zara Larsson en 2015

En abril de 2013, los agentes de su sello discográfico Ten Music Group firmaron un contrato con la filial de la compañía Sony Music, Epic Records, para la distribución de sus obras en el extranjero y tuvo su primer lanzamiento internacional en enero de 2015 con el disco EP Uncover, que consta de seis canciones previamente publicadas en Suecia. El EP habla principalmente sobre el amor y de acuerdo con el periodista Ali Szubiak, de PopCrush, está «repleto de canciones pop súper pegadizas y una voz que es una reminiscencia de otra estrella del pop contemporáneo», refiriéndose a la cantante Rihanna, con la que se comparaba mucho por su estilo musical y voz. Más tarde, en junio, se puso en venta «Lush Life» como el sencillo principal de su segundo álbum. La canción se convirtió en su segundo número uno en su patria, después de «Uncover» y logró excelentes ventas que le valieron múltiples certificaciones de platino. Se situó entre las diez primeras posiciones en la mayoría de las listas de Europa y Oceanía. En Reino Unido obtuvo un gran éxito en su lista de sencillos, donde ingresó en el puesto tres y pasó trece semanas entre las diez principales posiciones. Con más de 1.16 millón de copias, apareció en el informe de ventas de 2016 con la sexta canción más vendida del año en el territorio británico y en reconocimiento recibió la certificación de platino de la British Phonographic Industry (BPI).

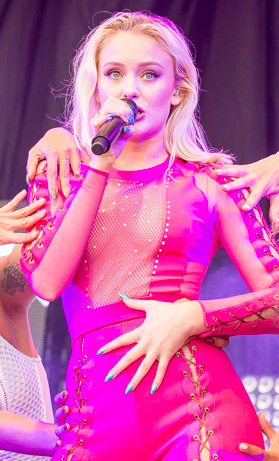
Larsson durante una presentación en 2016

Su siguiente sencillo, «Never Forget You», con la participación vocal del artista británico MNEK quien además la produjo, se estrenó en septiembre y pasó a ser su segundo éxito entre las diez primeras en Reino Unido y tuvo una buena acogida comercial, por lo que consiguió la certificación de platino de la BPI, que equivalente a más de seiscientas mil copias vendidas. También fue popular en Suecia, donde se convirtió en su tercera canción número uno. Asimismo, obtuvo una gran notoriedad en otros países como Australia, Nueva Zelanda y Estados Unidos. En este último, alcanzó la posición 13 del Billboard Hot 100 y la 1 en el ranking de canciones de baile y electrónicas. Vendió más de un millón de unidades en territorio estadounidense y consiguió el reconocimiento de platino de la Recording Industry Association of America (RIAA). Larsson y MNEK realizaron múltiples presentaciones de su canción, incluyendo una actuación en The Ellen DeGeneres Show y en Late Night with Jimmy Fallon en 2016, que fue elogiada por James Grebey de Spin como «memorable». En septiembre de 2015, contó con el apoyo de MTV al aparecer en sus comerciales de televisión como una de las artistas en ascenso más interesantes del año y un mes después, fue nominada a la mejor artista push y mejor artista sueco en los MTV Europe Music Awards 2015. A fines de 2015, también fue a los Grammis en la categoría canción del año por su exitoso sencillo «Carry You Home» y para la edición de 2016 a la artista del año y canción del año por «Lush Life».
A fines de febrero de 2016, Tinie Tempah publicó «Girls Like», un sencillo que cuenta con la participación vocal de Larsson, otro éxito en Reino Unido, país en el que se situó en la posición cinco en la lista de sencillos y figuró como una de las canciones más venida de 2016. Luego, prestó su voz para «This One's for You» del disc-jockey David Guetta que apareció en los mercados musicales en mayo como la canción oficial de la Eurocopa 2016 y obtuvo el primer puesto en Suiza, Francia y Alemania. En septiembre, publicó el sencillo exitoso «Ain't My Fault», producido por MNEK y luego en noviembre «I Would Like» como el cuarto sencillo de su álbum debut y obtuvo las primeras veinte posiciones en varios países de Europa y Oceanía. Concretamente en Reino Unido, se convirtió el mayor éxito de la artista en la lista de sencillos, después de situarse en el puesto dos. Gracias al éxito de sus sencillos publicados entre 2015 y 2016, Larsson obtuvo múltiples nominaciones en varias ceremonias de entrega de premios, como los MTV Europe Music Awards 2016, donde ganó el premio a la mejor artista nuevo y figuró entre los nominados al mejor artista sueco. Asimismo, en los MTV Video Music Awards 2016 fue nominada a la mejor artista nueva en los NRJ Music Awards 2016 por artista revelación internacional del año y canción internacional del año por «This One's for You» con David Guetta y mejor canción en los Mobo Awards de 2016 por «Girls Like» con Tinie Tempah.
En enero de 2017 lanzó «So Good», junto a Ty Dolla Sign. Este fue el quinto sencillo de su álbum homónimo lanzado el 17 de marzo de 2017. En él colabora con Wizkid y Clean Bandit en «Sundown» y «Symphony» respectivamente. Este último fue lanzado como sencillo y fue el quinto número uno de Larsson en su país natal y su primer número uno en el Reino Unido. Su álbum fue número uno en Suecia y entró en el top diez en Australia, Dinamarca, Finlandia, Países Bajos, Nueva Zelanda, Noruega y el Reino Unido.
El 12 de mayo de 2017, lanzó el videoclip de «Don't Let Me Be Yours» como el sexto sencillo de So Good y «Only You» como el séptimo sencillo lanzado el 11 de agosto del mismo año.

### 2017-presente:Poster Girl

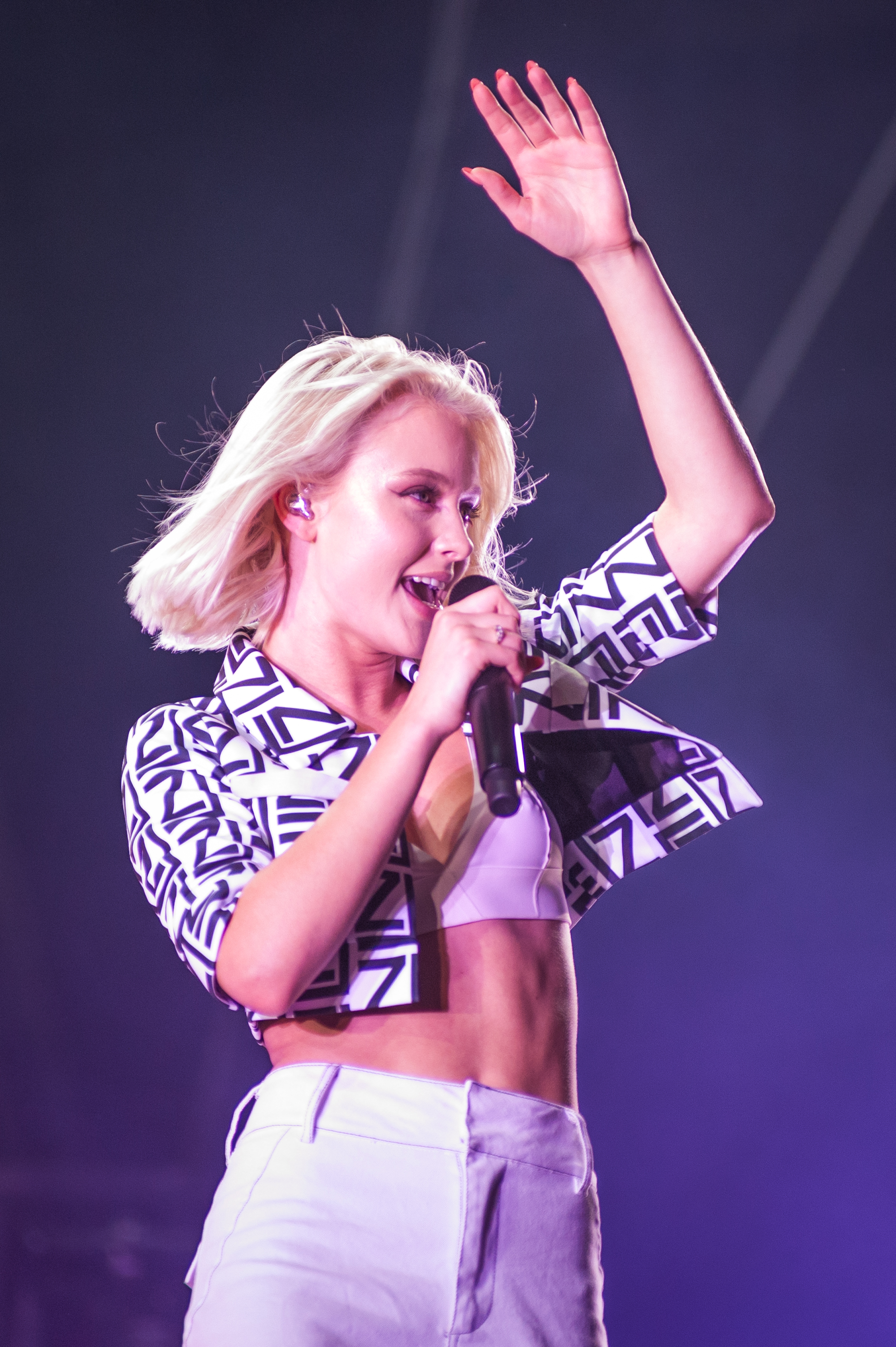
Larsson presentándose en el Festival Ilosaarirock de Finlandia en 2018

En septiembre de 2017, anunció que había comenzado a trabajar en su tercer álbum diciendo que había escrito dos nuevas canciones con MNEK. El 11 de diciembre de ese año, Larsson actuó junto a John Legend en la Ceremonia del Premio Nobel.
En enero de 2018, fue nombrada por Forbes en su lista de «30 personas de menos de 30 años» en la categoría de entretenimiento. Un año después de que comenzara a preparar su tercer álbum, en septiembre de 2018 anunció la salida de su nuevo sencillo, «Ruin My Life», el cual fue lanzado el 18 de octubre junto con el vídeo musical. El sencillo resultó ser un éxito comercial en todo el mundo, recibiendo la certificación de disco de oro en los Estados Unidos y el Reino Unido, mientras que en Países Bajos alcanzó la posición número uno de las listas de éxitos musicales. 
En enero de 2019, colaboró en la canción «Holding Out for You» del rapero, cantante y compositor italiano Fedez. El 29 de marzo del mismo año, «Don't Worry Bout Me» fue lanzado como el segundo sencillo independiente de su tercer álbum de estudio y más tarde, en junio, fue sucedido por «All the Time». El 8 de noviembre de ese año, Larsson lanzó como sencillo «Invisible», el cual formó parte de la banda sonora de la película Klaus (2019), el primer largometraje animado original de Netflix, la cual se estrenó el mismo día en que el lanzamiento de la canción.
En marzo de 2020, Larsson junto al rapero estadounidense Tyga colaboraron con dj noruego Kygo en el sencillo «Like It Is». La canción tuvo un moderado desempeño comercial en las listas de música, posicionándose en el top 5 en Suecia, Nueva Zelanda y Noruega. En mayo del mismo año, Zara anunció a través de Twitter que estaba en el estudio de grabación del su tercer álbum y a su vez trabajando en el diseño de la portada. Asimismo, comunicó que estaba grabando videos para dos canciones y que el álbum estaba próximo a lanzarse.
En junio de 2020, Larsson anunció mediante Instagram el lanzamiento de «Love Me Land» como el primer sencillo de su tercer álbum. El 10 de julio, estrenó la canción en las plataformas digitales y lanzó el vídeo el musical. El mismo día, en una entrevista con la emisora Sveriges Radio, Larsson anunció que su nuevo álbum saldría después del verano del 2020. Además agregó que: «Estoy preparada de una manera completamente diferente. Tengo la próxima canción lista, la portada del álbum, el vídeo, el álbum está listo. Me siento lista en de una manera diferente». Luego se reveló en su página de Spotify que el álbum se llamaría Love Me Land y que la canción del mismo nombre sería el primer sencillo de ese álbum. Sin embargo, Larsson reveló más tarde en una entrevista que el álbum se titularía Poster Girl y que «Wow» también formaría parte del él, después de anunciarlo como el segundo sencillo del disco y fue lanzado oficialmente como tal el 26 de agosto de 2020.
En septiembre de 2020, Larsson publicó un remix de «Wow», el cual contó con la colaboración de la cantante estadounidense Sabrina Carpenter. En enero de 2021, Zara anunció la salida de «Talk About Love», en colaboración con el rapero estadounidense Young Thug, como el tercer sencillo de Poster Girl. El 5 de marzo del mismo año, el álbum fue publicado, recibiendo críticas positivas. Su tercer trabajo discográfico tuvo un desempeño moderado en los rankings de música, ya que su disco, en Suecia, debutó en la posición número tres, en Reino Unido alcanzó el puesto 12 y se posicionó en el lugar 170 del Billboard 200 en Estados Unidos.
El 21 de mayo del 2021, Larsson lanzó una edición especial de su álbum Poster Girl para el verano, el cual lo promocionó a través de un evento musical virtual organizada por Roblox, donde interpretó varias de sus canciones.

## Vida personal, opiniones y otros trabajos

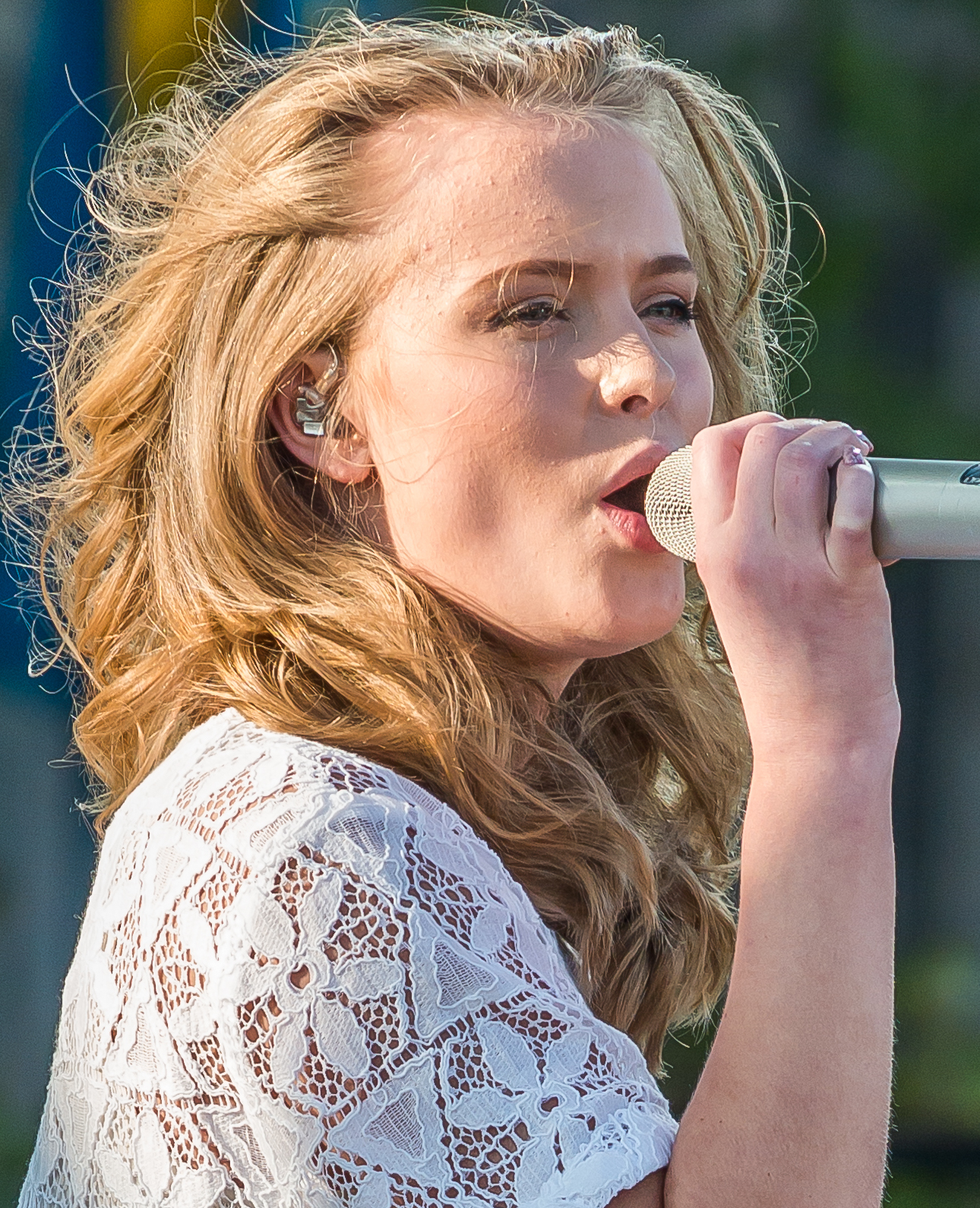
Larsson presentándose en Estocolmo en 2015.

Larsson ha expresado cada vez más sus opiniones sobre otros artistas y trabajadores de la industria con los que trabaja y admira. Admira a artistas como Beyoncé, con la que comparte puntos de vista; a la vez que  oponiéndose a los de artistas como Dr. Luke y Chris Brown.
En enero de 2015, Larsson obtuvo mucha atención positiva en Suecia y Estados Unidos después de publicar en su Instagram una foto de un condón envuelto en su pierna y pie en respuesta a la preocupación de los adolescentes de que sus penes eran demasiado grandes para caber en un condón. Actualmente está al frente de una nueva campaña de la organización Durex y AIDS (RED) que promueve la conciencia sobre la salud sexual y recauda fondos para el tratamiento del SIDA en Sudáfrica.
En junio de 2015, se convirtió en el centro de atención en su país de origen por cuestionar abiertamente si el Festival Bråvalla tenía alguna perspectiva de género, ya que su promoción y planificación de actuaciones estaban muy dominadas por artistas masculinos. También se preguntó por qué no fue anunciada como uno de los actos principales a pesar de ser la artista más popular en Spotify de todos los actos del festival. Ese mismo día, el artista sueco Günther escribió en su perfil de Facebook criticando a Larsson: «Eres una de las muchas adolescentes que son mundialmente famosas en Suecia y que están muy publicitadas, pero que no tienen ningún éxito, solo mucho alboroto». Durante su actuación en el festival, respondió diciendo: «Que se joda Günther, que se jodan todos los que odian a las mujeres». Esto llevó a la creación y popularización del hashtag #backazara en las plataformas de redes sociales, donde miles de personas, incluidos famosos suecos, le mostraron su apoyo.

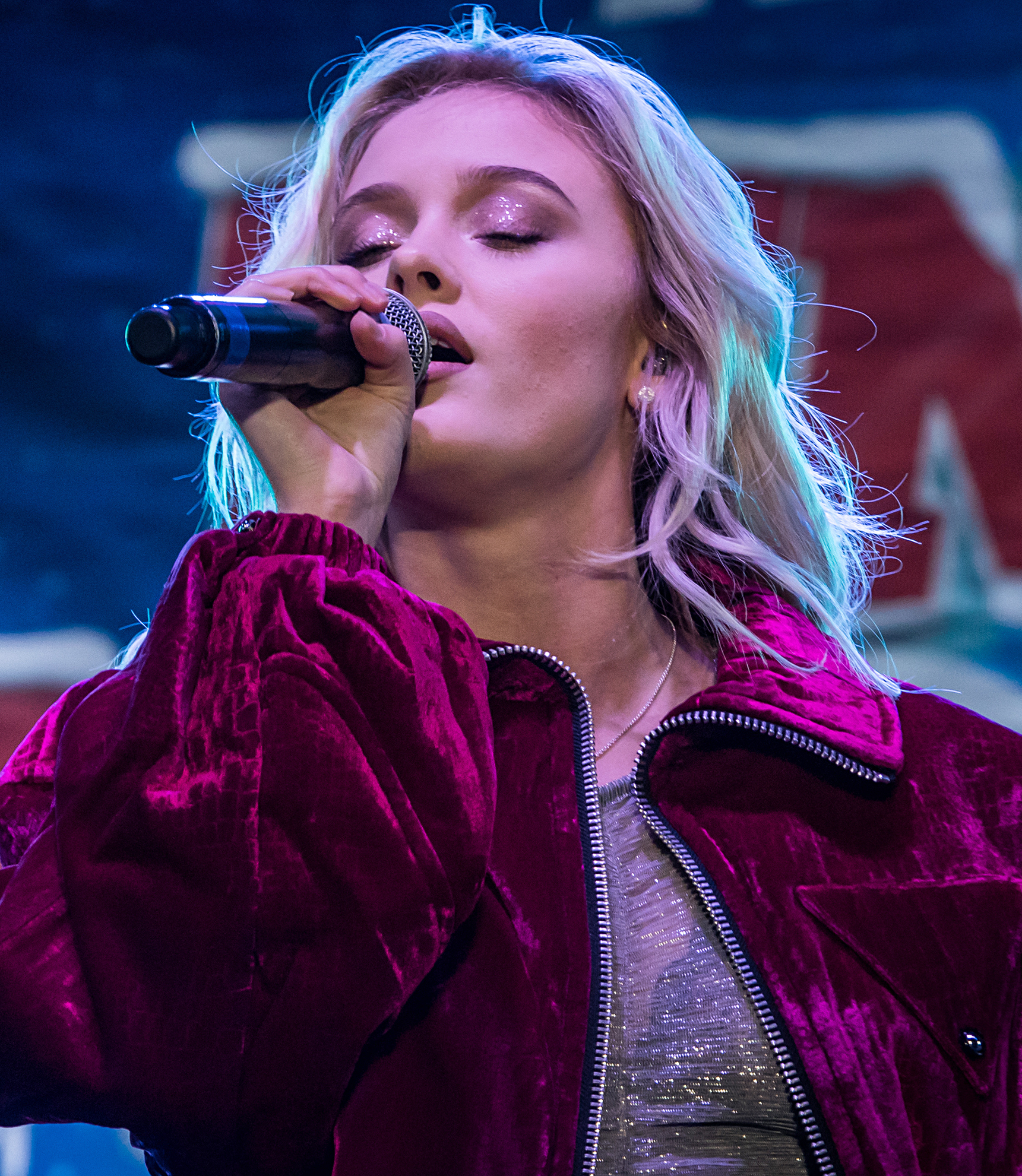
Larsson actuado durante el KIIS-FM Jingle Ball en 2016.

Con el fin de aumentar la comprensión del público sobre la incontinencia, ella ha declarado abiertamente que usó un pañal durante siete años.
En el verano del 2015, Larsson planeó y presentó un discurso que se transmitió en Sveriges Radio, en el marco de las 58 celebridades más destacadas de ese año. El 25 de julio de ese año, el discurso de Larsson duró 48 minutos y fue transmitido en vivo por el canal P1 a las 13:00 CET. Su edad en ese momento, 17, la convirtió en la oradora más joven hasta la fecha, superando a Robyn y Gina Dirawi que tenían 20 cuando lo hicieron en su momento. En el discurso, Zara habló sobre su vida, su carrera musical, su postura feminista, las reacciones de los demás hacia ella y sus sentimientos al respecto.
De 2017 a 2019 estuvo en una relación con el modelo Brian Whittaker.
El 18 de mayo de 2017, Larsson lanzó una colección de H&M que contiene varias prendas y accesorios diferentes. Ella estuvo involucrada en el proceso de creación tomando decisiones sobre la prensa, los colores y el ajuste. El rosa es el color común en toda la colección.
Zara junto con Clean Bandit decidieron rodar el video de su hit «Symphony» mostrando la historia de amor de una pareja homosexual negra, para contrastar con la desmonetización por parte de YouTube a algunos canales de la plataforma con temática LGBT.
En octubre de 2019, Larsson se pronunció contra la postura de Demi Lovato sobre el conflicto israelí-palestino en redes sociales. Lovato escribió en una publicación de Instagram que no «tiene opinión» y que no «elegirá bando». Larsson respondió diciendo que si «no te importa, formas parte del lado del opresor». Más tarde, agregó que no iba solo dirigido a Lovato, sino a «todos los que creen que desvincularse de la política es cualquier cosa menos un privilegio».
•Actualmente está una relación con el modelo sueco de origen africano Lamin Holmén ..

## Controversias

### Acusaciones de misandría
Se considera fan de Beyoncé, se identifica como feminista y se considera a sí misma «activista» además de cantante. Zara atribuye la franqueza de sus opiniones en redes sociales y entrevistas a sus padres: «Mis padres son muy educados en cuanto a problemas sociales y están al tanto de lo que pasa alrededor del mundo, y me han apoyado mucho para que tenga una voz». Larsson dice que «ha recibido mucho odio» por sus opiniones feministas, incluso que la han llamado «enemiga de los hombres», etiqueta que acepta y dice que «no le importa», porque «realmente no lastima a los hombres si los odio».

### Vínculo con Huawei
En marzo de 2019, se anunció que Larsson había iniciado una cooperación comercial con la empresa de tecnología china Huawei, lo que expertos en derechos humanos de China y otros lugares criticaron por la relación de Huawei con el gobierno autoritario chino y su historial de violaciones de derechos humanos. En agosto de 2020, Larsson anunció que había terminado el contrato con Huawei y que China «no es un Estado agradable» y «que no respalda sus políticas».
En respuesta, Huawei declaró que el acuerdo de respaldo era por tiempo limitado y que ya había terminado en 2019. Se dice que la música de Larsson se eliminó de Apple Music China después de que se hicieran públicas sus opiniones sobre el país.

## Influencias

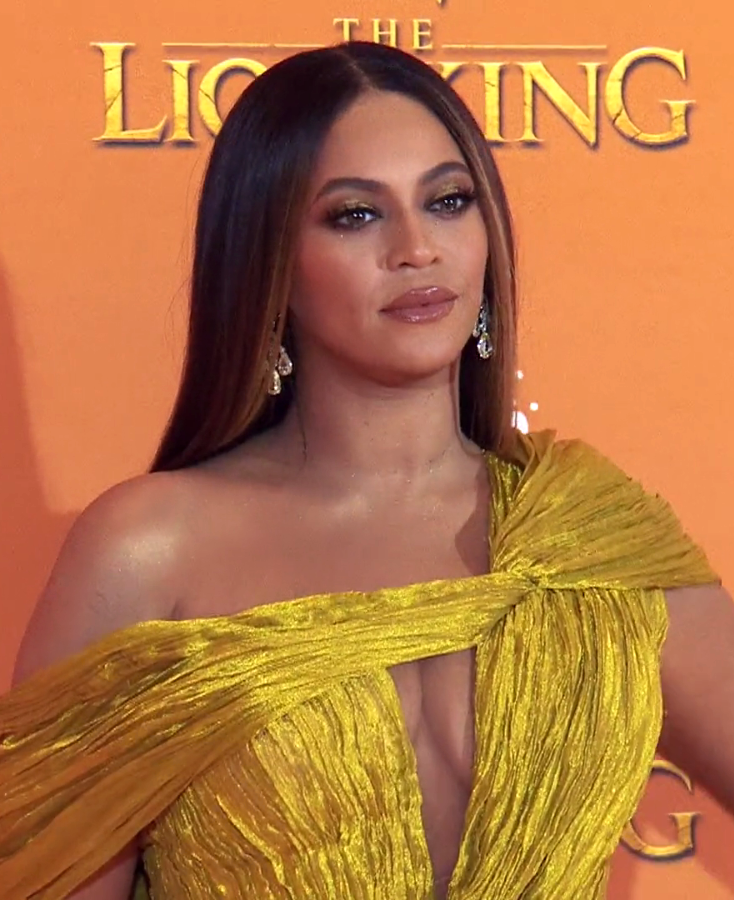
Larsson citó a Beyoncé como su más grande influencia musical.

La mayoría de sus canciones son pop, pero también ha experimentado con el electropop, el house, y el dance pop. Además, está influenciada por el sonido del R&B.
Larsson cita a Beyoncé como principal inspiración musical, con la que se aficionó desde muy joven. También menciona a Amy Winehouse, sobre todo después de ver el documental Amy (2015). También ha nombrado a otras artistas suecas como Robyn, Seinabo Sey, Sabina Ddumba y su hermana Hanna, que tiene su propio grupo de neo soul llamado Lennixx. Entre sus influencias internacionales están Rihanna, The Weeknd, Jay-Z, Ariana Grande, Jhené Aiko y Lady Gaga. Durante su infancia, los gustos musicales de su madre también influyeron mucho, ya que creció escuchando a artistas como Whitney Houston, Etta James, Celine Dion y Aretha Franklin.

## Discografía
Álbumes de estudio
- 2014: 1
- 2017: So Good
- 2021: Poster Girl
- 2024: Venus
- 2025: Midnight Sun

## Giras musicales
Anfitriona
- So Good World Tour (2017-2018)
- Don't Worry Bout Me Tour (2019)
- Poster Girl Tour (2021-2022)
- Venus Tour (2024)

Telonera
- I Wish Tour (2013) de Cher Lloyd[16]
- The Formation World Tour (Londres, 2 de julio de 2016) de Beyoncé[100]
- North American Tour (2017) de Clean Bandit
- ÷ Tour (2019) de Ed Sheeran